# 유기수 (1908년)
유기수(1908년 2월 23일~1989년 2월 19일)는 대한민국의 정치인이다. 제4대 국회의원을 지냈다.

## 역대 선거 결과
|  | 39.86% |

|  | 41.07% |

|  | 18.47% |

|  | 5.86% |